# Werner Thomas (Sprachwissenschaftler)
Werner Thomas (* 14. November 1923 in Neugersdorf, Oberlausitz; † 1. Januar 2008 in Bad Homburg vor der Höhe) war ein deutscher Sprachwissenschaftler und Präsident der Wissenschaftlichen Gesellschaft an der Johann Wolfgang Goethe-Universität Frankfurt.

## Leben
Thomas studierte Sprachwissenschaften, vor allem bei Wolfgang Krause, dem er als persönlicher Assistent infolge dessen Erblindung zur Seite stand. 1956 wurde er beamteter Privatdozent in Göttingen. 1959 erhielt er einen Ruf auf den Lehrstuhl für Indogermanische Sprachwissenschaft an der Johann Wolfgang Goethe-Universität. Er lehrte die gesamte Indogermanistik, vom Irischen bis hin zum Indischen. Nach seiner Emeritierung lehrte er am Institut für Vergleichende Sprachwissenschaft der Universität.
Sein Forschungsschwerpunkt war das Tocharische, eine zu Beginn des 20. Jahrhunderts in Chinesisch-Turkestan entdeckte ausgestorbene indogermanische Sprache.
Werner Thomas war von 1984 bis zu seinem Tode Präsident der Wissenschaftlichen Gesellschaft an der Johann Wolfgang Goethe-Universität Frankfurt, die 2006 ihr hundertjähriges Bestehen feierte.
Er war seit 1964 Mitglied der Mainzer Akademie der Wissenschaften und der Literatur im Fachgebiet Indogermanische Sprachwissenschaft, insbesondere Typologie, außereuropäische Sprachen; ältere Sprachstufen, historische Linguistik.

## Schriften (Auswahl)
- Tocharisches Elementarbuch. Band I: Grammatik. 1960, Band II, Texte und Glossar. 1964, Carl Winter Universitätsverlag, Heidelberg. (mit Wolfgang Krause)
- Formale Besonderheiten in metrischen Texten des Tocharischen: Zur Verteilung von B tane/tne 'hier' und B ñake/ñke 'jetzt'. Akademie der Wissenschaften und der Literatur, Mainz 1979, ISBN 3-515-03236-3.
- Der tocharische Obliquus im Sinne eines Akkusativs der Richtung. Akademie der Wissenschaften und der Literatur, Mainz 1983, ISBN 3-515-04042-0.
- Die Erforschung des Tocharischen (1960–1984). Steiner Verlag, Stuttgart 1985, ISBN 3-515-04434-5.
- Probleme der Übertragung buddhistischer Texte ins Tocharische. Akademie der Wissenschaften und der Literatur, Mainz 1989, ISBN 3-515-05485-5.
- Tocharische Maitreya-Parallelen aus Hami. Steiner Verlag, Stuttgart 1990, ISBN 3-515-05752-8.
- Parallele Texte im Tocharischen und ihre Bewertung. Steiner Verlag, Stuttgart 1993, ISBN 3-515-06348-X.
- Zur tocharischen Syntax. Adverbiales A māk, B māka ‘viel’. Steiner Verlag, Stuttgart 1995, ISBN 3-515-06757-4.
- Interpretationsprobleme im Tocharischen. Unflektiertes A puk, B po 'ganz, all, jeder'. Steiner Verlag, Stuttgart 1997, ISBN 3-515-07149-0.

Bearbeiter und Herausgeber:
- Emil Sieg, Wilhelm Siegling: Tocharische Sprachreste. Sprache B, Heft 2. Fragmente Nr. 71–633. Aus dem Nachlaß hg. von Werner Thomas. Vandenhoeck & Ruprecht, Göttingen 1953.
- Emil Sieg, Wilhelm Siegling: Tocharische Sprachreste. Sprache B. Teil I: Die Texte. Band 1. Fragmente Nr. 1–116 der Berliner Sammlung. Neubearbeitet und mit einem Kommentar nebst Register versehen von Werner Thomas. Vandenhoeck & Ruprecht, Göttingen 1983, ISBN 3-525-82414-9.